# Pogány (település)
Pogány (horvátul: Pogan, németül: Pogern) község Baranya vármegyében, a Pécsi járásban.

## Fekvése
Pécs déli szomszédságában fekszik; a további szomszédos települések: északkelet felől Pécsudvard, délkelet felől Szőkéd, délnyugat felől Szalánta, nyugat felől pedig Kökény.

### Megközelítése
Legfontosabb közúti megközelítési útvonala az 58-as főút, mely a nyugati határszéle mentén húzódik; központján azonban csak az 57 126-os számú mellékút halad végig. Határszélét északon érinti még az 5716-os út is.
Vasútvonal nem érinti, viszont itt található Magyarország öt nemzetközi repülőterének egyike, a Pécs–Pogány repülőtér.

## Története
A Baranyavártól Nagyharsányon és Gyűdön át Pécsre vezető egykori római út Pogányt is érintette.
A település neve először 1181-ben fordult elő különböző alakokban: Pogan, Bugan, Pugan, Pokan. 1190-ben „Pagan-villa”-ba való egyházi nemesek tanúként szerepeltek.
A község neve a 14. században szerepelt a pápai listán és saját parókiával is rendelkezett. 1334-ben Pogánynak András nevű papja volt. Temploma, amelynek romjai már a múlt század közepén sem látszottak állítólag Szent Borbálának lett szentelve.
A 15-16. században csak annyit árulnak el a források, hogy a falu a pécsi püspökség birtoka. Miután a törökök elfoglalták Baranyát, a falunak 9 adófizetője volt: két Tót és egy Kovács nevezetű. 1582-ben egy háza volt a településnek. A török hódoltság alatt elnéptelenedett, majd a 17. században újratelepült. Ebben az időben Zrínyi Ádám volt a tulajdonos és három szerb lakosa volt.
A 18. században a szerbek mellé baranyai bosnyákok érkeztek. Ezután a szerbek elhagyták Pogányt.
1703-ban a császári oklevélben a pécsi püspök tulajdonaként jelenik meg a falu. 1714-ben Pogány a szalántai plébánia filiája volt.
Az 1757. évi canonica visisatio szerint a községben 62 házaspár lakott és 223 gyónóképes lélek volt. Ekkor a község nevét Pogan formában jegyezték fel.
1845-ben alapították meg az iskolát. Az iskolaépületben van egy osztályterem és egy tanítói lakás.
1851-ben kiadott Magyarország geographiai szótárában a következő áll a faluról:
„Pogány horvát falu, Baranya vármegyében, völgyben, szétszórva. Fekete agyag földje terem buzát, rozsot, kukoriczát. Lakja 730 katholikus, kik nem épen szorgalmasok, hanem káposztából sok pénzt bevesznek. Földesura a pécsi székesegyház.”
1891-ben megalapították az evangélikus iskolát is, ahova a német gyerekek jártak. Az evangélikus lelkész Pécsről, a katolikus pap pedig Németiből (ma Szalánta része) jött kéthavonta.
1929-ben így írnak a Baranya vármegye Trianon után tíz évvel című kiadványban:
„Szalánta kisközség
...
Körjegyzőségéhez tartozik még: Németi, Szőkéd, Áta és Pogány községek”

## Közélete

### Polgármesterei
- 1990–1994: Sztanics János (független)[7]
- 1994–1998: Dragovácz Márk (független)[8]
- 1998–2002: Dragovácz Márk (független)[9]
- 2002–2006: Dragovácz Márk (független)[10]
- 2006–2010: Dragovácz Ágnes (független)[11]
- 2010–2014: Dragovácz Ágnes (független)[12]
- 2014–2019: Dragovácz Katalin Ágnes (független)[13]
- 2019–2024: Juhász Zoltán (független)[14]
- 2024– : Tihanyiné Dobrádi Aranka (független)[1]

## Népesség
A település népességének változása:
| Lakosok száma | 1183 | 1180 | 1168 | 1240 | 1308 | 1305 | 1335 | 1354 |
|               | 2013 | 2014 | 2015 | 2019 | 2021 | 2022 | 2023 | 2024 |

2001-ben lakosságának 8,8%-a horvát, 8,7%-a pedig német nemzetiségűnek vallotta magát.
A 2011-es népszámlálás során a lakosok 90,1%-a magyarnak, 0,2% bolgárnak, 1,3% cigánynak, 10,4% horvátnak, 15,1% németnek, 0,3% szerbnek, 0,3% ukránnak mondta magát (8,7% nem nyilatkozott; a kettős identitások miatt a végösszeg nagyobb lehet 100%-nál). A vallási megoszlás a következő volt: római katolikus 39,8%, református 10,7%, evangélikus 3,2%, görögkatolikus 1,1%, felekezeten kívüli 22,2% (20,8% nem nyilatkozott).
2022-ben a lakosság 85,9%-a vallotta magát magyarnak, 6,6% németnek, 6,1% horvátnak, 0,8% cigánynak, 0,2% szerbnek, 0,2% lengyelnek, 3,8% egyéb, nem hazai nemzetiségűnek (13,7% nem nyilatkozott; a kettős identitások miatt a végösszeg nagyobb lehet 100%-nál). Vallásuk szerint 27,7% volt római katolikus, 7,3% evangélikus, 2,9% református, 0,2% görög katolikus, 0,2% ortodox, 2,1% egyéb keresztény, 1% egyéb katolikus, 17,8% felekezeten kívüli (40,5% nem válaszolt).

## Nevezetességei

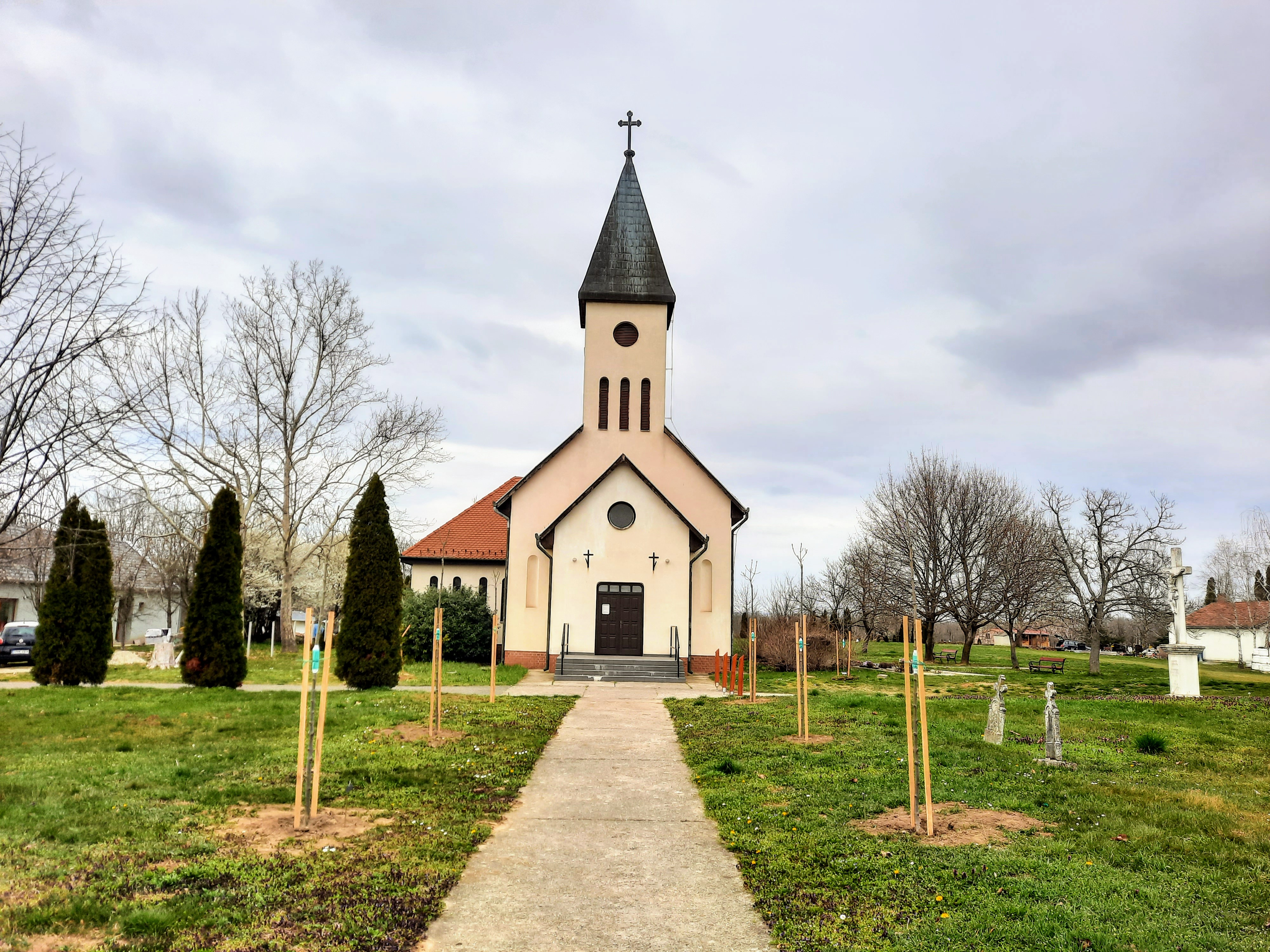
római katolikus templom

- Pécs–Pogány repülőtér
- Pogányi-tó
- Zsálya-liget élménypark

## Utcanevek
- Pécsi út
- Széchenyi utca
- Hunyadi utca
- Orgona utca
- Rozmaring utca
- Nyárfás utca
- Jókai Mór utca
- Kossuth Lajos utca
- Rákóczi utca
- Móricz Zsigmond utca
- Petőfi utca
- Zrínyi utca
- Templom köz

## Külterületek
- Szadity
- Falucska dűlő
- Felsőhegy
- Nagymalom
- Zsályaliget